# Veranclassic-AGO
La Veranclassic-AGO, nota in precedenza come Veranclassic-Doltcini e Veranclassic-Ekoi,  è stata una squadra maschile belga di ciclismo su strada con licenza UCI Continental, attiva nel professionismo dal 2013 al 2016.

## Squadra nel 2014
| Nome                      | Data di nascita   | Nazionalità   | Team 2013                   |
| ------------------------- | ----------------- | ------------- | --------------------------- |
| Fabien Bacquet            | 28 febbraio 1986  | Francia       | BigMat-Auber 93             |
| Steve Bekaert             | 26 dicembre 1990  | Belgio        | Burgos BH-Castilla y León   |
| Giorgio Brambilla         | 19 settembre 1988 | Italia        | Atlas Personal-Jakroo       |
| Gilles Devillers          | 12 febbraio 1985  | Belgio        | Crelan-Euphony              |
| Serge Dewortelaer         | 28 ottobre 1991   | Belgio        | Color Code-Biowanze         |
| Darijus Džervus           | 20 luglio 1990    | Lituania      |                             |
| Denis Flahaut             | 28 novembre 1978  | Francia       | Colba-Superano Ham          |
| Gorik Gardeyn             | 17 marzo 1980     | Belgio        |                             |
| Patrick Gaudy             | 9 marzo 1977      | Belgio        | Neo                         |
| Tom Goovaerts             | 3 luglio 1988     | Belgio        | Team3M                      |
| Cameron Karwowski         | 3 aprile 1991     | Nuova Zelanda | Neo                         |
| Wouter Mol                | 17 aprile 1982    | Paesi Bassi   | Vacansoleil-DCM             |
| Rick Ottema               | 25 giugno 1992    | Paesi Bassi   | Cyclingteam De Rijke-Shanks |
| Lewis Rigaux              | 8 agosto 1990     | Belgio        | Team3M                      |
| Sébastien Rosseler        | 15 luglio 1981    | Belgio        | Garmin-Sharp                |
| Bob Schoonbroodt          | 12 febbraio 1991  | Paesi Bassi   | Cyclingteam De Rijke-Shanks |
| Joeri Stallaert           | 25 gennaio 1991   | Belgio        | Crelan-Euphony              |
| Yu Takenouchi             | 1 settembre 1988  | Giappone      | Colba-Superano Ham          |
| Francesco Van Coppernolle | 16 aprile 1991    | Belgio        | Ventilair-Steria            |
| Frederiek Vandewiele      | 11 febbraio 1991  | Belgio        | Ventilair-Steria            |
| Kevin Verwaest            | 6 gennaio 1989    | Belgio        |                             |
| Sascha Weber              | 23 febbraio 1988  | Germania      | Team Differdange-Losch      |
| Stagisti                  |                   |               |                             |
| Gianni Bossuyt            | 13 maggio 1994    | Belgio        |                             |
| Alessandro Soenens        | 1 dicembre 1993   | Belgio        |                             |

## Risultati
- 2015

5ª tappa Tour du Maroc
Grand Prix de la ville de Nogent-sur-Oise
1ª tappa Tour de Gironde
Memorial Van Coningsloo
- 2016

8ª tappa Tour du Maroc
2ª tappa Tour de Tunisie
4ª tappa Tour de Tunisie
Grote Prijs Stad Sint-Niklaas